# Therese von Wüllenweber
Therese von Wüllenweber, madre Maria degli Apostoli (Mönchengladbach, 19 febbraio 1833 – Roma, 25 dicembre 1907), è stata una religiosa tedesca, fondatrice della congregazione delle Suore del Divin Salvatore (Salvatoriane). È stata beatificata da papa Paolo VI nel 1968.
La sua memoria liturgica è il 25 dicembre.